# Haszakai offenzíva (2015. február–március)
A 2015. február–márciusi haszakai offenzíva a szíriai polgárháború idején Haszaka kormányzóságban lezajlott összecsapás volt a Kurd Népvédelmi Egységek, az asszír keresztények és velük szövetséges arab erők, valamint a dzsihadista Iraki és Levantei Iszlám Állam között. Az ütközet fő célja az ISIL kezén lévő Jazira kanton visszaszerzése volt. Később a kurdokkal történt egyeztetés nélkül a Szabad Szíriai Hadsereg is támadást indított a radikálisok ellen.

## Előzmények
2014 februárjában Jazira kanton számos városa és falva az ISIL ellenőrzése alá került. Június 23-án az ISIL emellett megszerezte még Tell Brakot és a környező területeket, valamint Haszaka külvárosait. 2014. októberben az ISIL egy erőteljes támadást indított, mely során Jazira kanton nagyjából 200 települését szerezte meg. 2014. decemberben újabb hadműveletekkel tovább terjesztette ellenőrzési területét. December közepére a Szíriai Hadsereg az YPG támogatásával az Iszlám Államot visszaszorította Qamishli déli részére, miközben számos falut elfoglalt. Az ISIL erre egy ellentámadással válaszolt, melyben Tell Ma'ruftól délre és délkeletre több falut megszerzett. 2014. végén az YPG ismét visszafoglalta a Yarubiyah-Rabia határátkelő közelében, a régiótól délkeletre fekvő falvakat, a Pesmergákkal közösen pedig megindították a szindzsári offenzívát. A hadműveletek végén, december 21-én Jaz'ah környékén több, az addig ISIL ellenőrzése alatt állt falut visszaszerzett az YPG és a szövetséges csapata.

## Az offenzíva
Az offenzíva 2015. február 21-én indult, és a kurdok másnapra 23 falu és farm elfoglalása után már Tal Hamis öt kilométeres körzetén belül voltak, Abo Qasayeb környékén. Támadásukat az amerikaiak és az arabok légi támogatással segítették. Az iraki határ közelében az YPG két falut el is foglalt. A kurd Pesmergák iraki hadereje a határ túloldaláról az YPG-vel való előzetes egyeztetést követően támadott határ közeli célpontokat. A kurd támadásra válaszul február 23-án az ISIL a Khabur-folyó déli partján, Tell Tamer környékén több. Egymáshoz közel fekvő falu ellen masszív támadást indított nagyjából 3000 harcosa és több tank, bevonásával. Február 26-ig az SOHR (Szír Emberi Jogi Megfigyelők) adatai szerint 11 falut elfoglaltak és 220 asszír keresztényt elraboltak. Helyi források szerint 33-35 falu esett el, az elrabolt asszírok számát pedig 287-400 közé teszik. A jelentések szerint az ISIL a többi szíriai frontról, így például Hormsz környékéről is kivonta a csapatot, hogy az onnét elozott katonákkal erősítse Tell Tamernél a támadást. A kurdok több falut visszafoglaltak, de a keresztények sorsáról nem érkeztek hírek. A hírek szerint Abu Omar al-Shishani, az ISIL szárazföldi parancsnoka vezette Tell Tamar támadását.

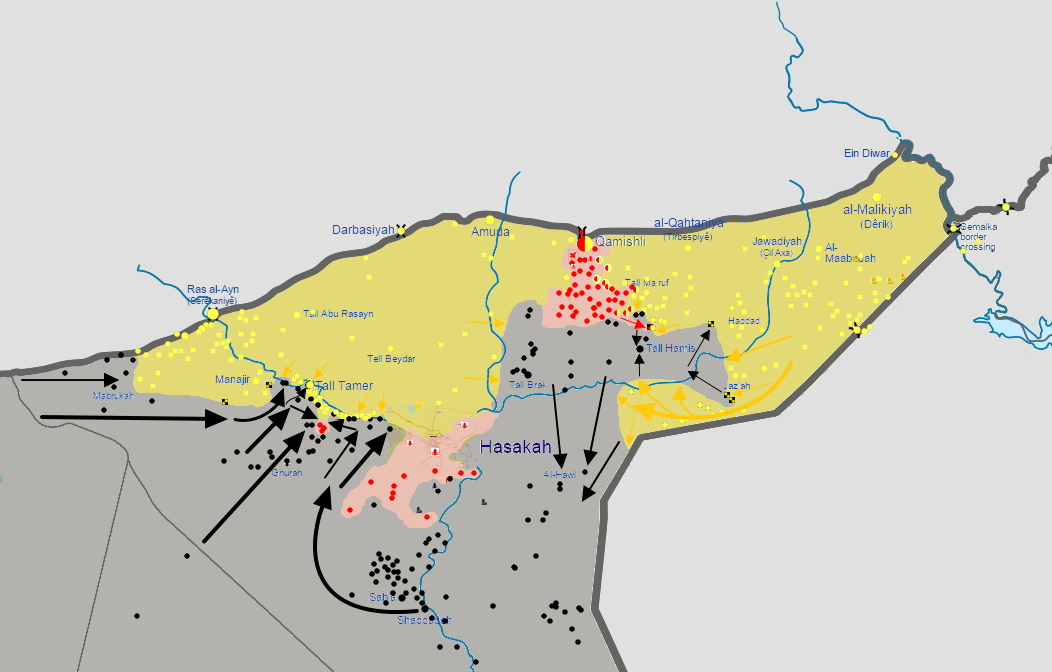
A haszakai offenzíva alatt február 24-én elért előretörés térképe, melyen a kormányzóság mindkét felé látható az YPG és az ISIL területszerzése.

Február 25-én az YPG elvágta az ISIL legfontosabb iraki utánpótlási útvonalát jelentő útvonalat Tal Hamis és Hawl között. Február 2-ig a kurdok Teal Hamis környékén 103 falut és kisebb lakott területeket, valamint magát a várost is bevették. Február 28-án Tell Brak is kurd kézre került, míg a jelentések szerint március 1-jén több ISIL-harcos vagy pket támogató házát felgyújtották. Ezek a házak abban a kéttucatnyi, Tal Hamis körüli arab faluban voltak, melyeket nem sokkal korábban szereztek meg a népvédelmi egységek. Február 28-án az Iszlám Állam 15 asszír keresztényt végzett ki, köztük 14 harcost. Másik 13 asszírt még fogvatartottak.
Február 28-ig a harcok kezdete óta nagyjából 175-211 iszlamista harcos és 75 kurd vagy velük szövetséges halt meg. Február 21. és március 1. között az amerikaiak vezette légi támogatás 24 légi támadást hajtott végre, mellyel 14 taktikai iszlamista egységet öltek meg és hét járművet semmisítettek meg.
A kurdok ki akarták használni az előretörésüket, és Tel Ábjádot elfoglalva össze akarták kötni Kobanî és Jazira kantonokat.
Ugyanazon a napon, amikor a kurdok elfoglalták Tal Hamist, a szír kormány saját támadást indított az ISIL ellen, és március 2-ig azzal a céllal, hogy visszaszerzik a Haszakát Qamishlival összekötő országutat, 23-31 falut foglaltak vissza az iszlamistáktól. Egy másik jelentés szerint az elfoglalt falvak száma 33-ra tehető, melyek közül 13-at a támadás első 24 órájában szereztek meg. Ezalatt a kurd-arab seregek továbbra is Tell Tamer mellett harcoltak az ISIL-lel.
Március 3-ig az elrabolt keresztények közül váltságdíj ellenében 24-et szabadon engedett az ISIL.
Március 4-én a szír kormány hadserege tovább haladt, több falut elfoglalt, míg az ISIL továbbra is Tell Tamer közelében lőtte a kurd harcosokat. Az előző nap elszenvedett veszteségek után az ISIL Hawl és Shaddadi felé vonult vissza.
Március 7-én a Szír Hadsereg a 7-es országút mentén 15-20 kilométert haladt, Tell Braktól és megállt. A jelentések szerint, mivel az ISIL meg akarta akadályozni, hogy a kurdok eljussanak az iszlamisták egyik utolsó hawli erősségükig, heves tűzpárbaj bontakozott ki Haszaka városától keletre. A március 5–6-i összecsapásokban további 11 kurd harcos vesztette életét.
Március 7-én az ISIL a Tell Tamer körül fekvő falvak ellen erőteljes támadást indított. Többen attól tartottak, hogy az iszlamisták a fogságban lévő asszírokat élőpajzsként használnák. A támadás hajnal körül indult, és annak érdekében, hogy a szélsőségesek elfoglalják ell Tamart és biztosítsák az iraki határhoz vezető korridorjukat, legalább három faluban indítottak támadásokat. Másnap az ISIL a város közelébe férkőzött, ahol heves harcok alakultak ki. A kurdok részéről azonban erősítés érkezett a városhoz, és így vissza tudták veri a milicisták támadását. Ennek az összecsapásnak mindkét oldalon körülbelül 40 áldozata volt. Ezzel egy időben az ISIL Tell Brak és Hawl között is megpróbált több falut elfoglalni, de ezt a próbálkozást is visszaverték. A kurdok szerint 67 ISIL-harcost megöltek. Ugyanakkor a szír hadsereg is területeket nyert, 5-9 falu fölött szerezte meg az irányítást.
A harcokban eddig a kurdok oldalán három külföldi is elesett: egy ausztrál, egy brit, valamint egy német női. önkéntes
Március 10-én a kurdok bejelentették, hogy Jazira kanton védelmének megerősítésével részükről sikeresen lezárult az offenzíva. Azonban az ISIL meglepetésszerű támadást intézett Qamishlitól délre, a török határ közelében, Ras al-Ayntól 30-km-re nyugatra, Tell Khanzirban és több környékbeli faluban. A jelentések szerint az ISIL több száz harcedzett csecsent vezényelt a Khorasan Zászlóaljból ide a támadás végrehajtásához. Az ISIL megpróbált észak felé terjeszkedni, így elszórt összetűzések kialakultak Tell Tamertől nyugatra, Manajir környékén. Az ISIL azzal próbálkozott, hogy több fronton is leköti a kurdok erejét, így azok nem tudják elérni a milicisták erősségét, Hawlt. Megpróbáltak az iszlamisták egy újabb török határátkelőt megszerezni, és attól féltek, hogy a kurdok Ras al-Aynból kiindulva megtámadnák Tell Ábjádot és összeköttetést teremtenek Kobanî és Jazira kantonokat. Az ISIL-nek azért is fontos volt Ras al-Ayn és Tell Tamer megszerzése, mert ezeken keresztül további fontos utak nyitak volna meg, melyekkel kapcsolatot tudott volna teremteni az iraki Moszul és az észak-szíriai ISIL-területek között.
Március 12-én a kurdok visszaverték az ISIL előre nyomulását Ras al-Ayn környékén, ez azonban mindkét oldalon több tucatnyi ember életébe került. Az ISIL azonban Tell Tamer felé szerzett meg területeket, és elfoglalta Tal Nasri falvát, így már kevesebb mint 500 méter választotta el a várostól. Tell Tamer környékén a harcokban 22 kurd és 18 dzsihadista harcos halt meg. Két nappal később a kurdok Tel Tamer környékén visszafoglalták Tal Maghas falut. Egy másik jelentés viszont arról számolt be, hogy az ISIL több másik falut elfoglalt, és Tell Tamer északi határánál átlépte a Khabur-folyót. Mivel az amerikai vezette koalíció március 10. óta nem hajtott végre légi támadást, az ISIL viszont folyamatos erősítést küld a térségbe, a kurdok azt kérték, hogy a koalíció erősítse meg a légitámogatásban a jelenlétét. Az ISIL március 10-i ellentámadása óta a harcokban egészen eddig Tell Tamer és Tell Khanzir környékén legalább 105 ISIL-milicista és 63 kurd harcos vesztette életét. A koalíció március 13-án ismét légi segítséget nyújtott a régióban.
Március 16-án az YPG tovább haladt, és Tell Tamer környékén az ISIL több állását is visszafoglalta. Ezen a napon az ellenzékiek oldalán álló Hazakai Ifjúsági unió szerint Qamishliból 100 Hezbollah-harcos érkezett Ras al-Aynba. Nem sokkal később kurd egyenruhában hamarosan már a harcmezőkön voltak. Másnap az iráni Fars News Agency arról számolt be, hogy a szíriaiak elfoglalták Malaha városát és az azt körülvevő farmos területet.

## Következmények

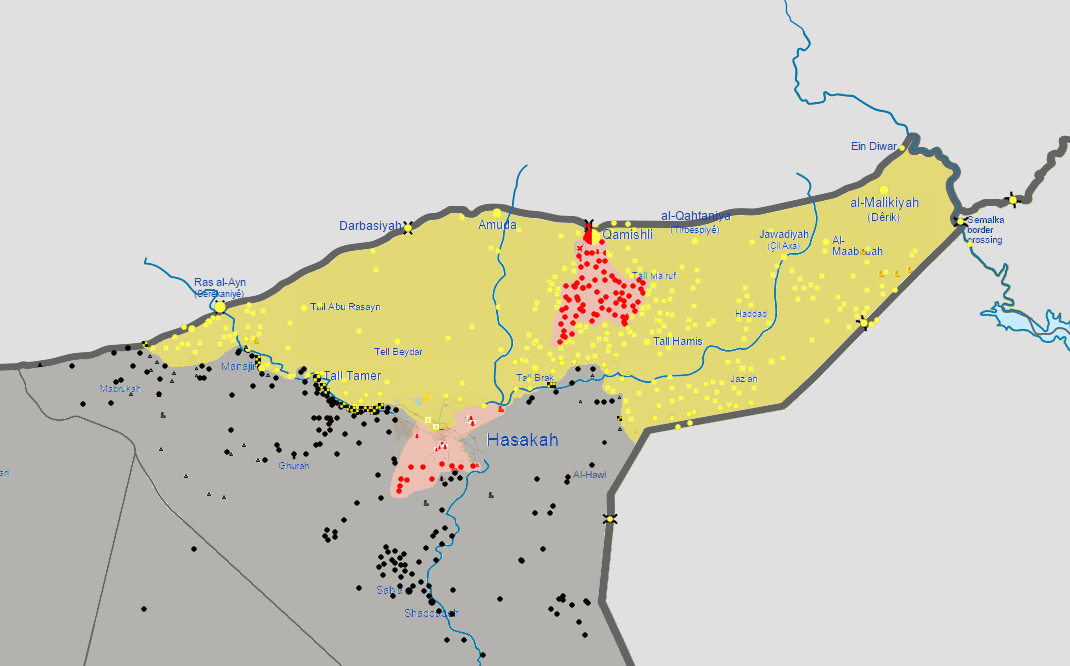
Az ISIL által megszerzett legnagyobb haszakai terület térképe 2015. április közepén.

Március 18-19-én az amerikaiak vezette koalíciós légi csapatok 3 taktikai egységet, egy támadási pontot és egy alagútrendszert semmisítettek meg a környéken.
A Nowruz alkalmából Haszaka Mofti kerületében tartott kurd fesztiválon egy iszlamista felrobbantotta magát, s ebben 100 ember meghalt illetve megsebesült. A városban egy mésik ünnepségen ezen felül még egy robbanás történt.
A következő pár napban Tell Khanzir, Tell Brak és Tell Tamer környékén erősödtek az összecsapások, és ezekben több tucatnyi iszlamista harcos meghalt. Eközben Shaddadeh területén a nyugatiak a dzsihádisták állásait lőtték.
Március 30-án, a jelentések szerint kétnapos, az ISIL fegyvereseivel vívott csata után Haszaka környékén Tal Brak felé a Nemzetvédelmi Erők 33 kisebb falut szereztek meg. Ugyanezen a napon Jiwan Ibrahim kurd parancsnok, a rojavai Kurd Asayish erők vezetője kiadott az újonnan elfoglalt Tel Brak és Tel Hamis polgári lakosai számára egy figyelmeztetést, mely a régióban lévő szír kormányerőkre hívta fel a figyelmet. “Népünknek Tel Brakban és Tel Hamisban, A Baath rezsim (Aszád rezsimje) Qamishliben s Haszakában olyan alaptalan híreket terjeszt, melyek szerint ők foglalták el a két várost és adták át később azokat a kurd harcosoknak. Ennek ellenére a kurdok a radikális Iszlám Állam (IS/ISIL) ellen harcoltak, és ők kényszerítették a szélsőségeseket a városok elhagyására. Ezeket a városokat csak a kurdok védik meg az ISIL-től, s a kormány semmiféle segítséget nem nyújt a polgárainak.”
Április 3-án az ISIL-től további 21 falut foglaltak el a szír hadsereg egységei Qamishlitól délre.